# Сивод (Небраска)
Сивод (енгл. Seward) град је у америчкој савезној држави Небраска.

## Демографија
По попису из 2010. године број становника је 6.964, што је 645 (10,2%) становника више него 2000. године.
| Група             | 2000.         | 2010.         |
| Белци             | 6.154 (97,4%) | 6.646 (95,4%) |
| Афроамериканци    | 29 (0,5%)     | 39 (0,6%)     |
| Азијати           | 30 (0,5%)     | 41 (0,6%)     |
| Хиспаноамериканци | 62 (1,0%)     | 134 (1,9%)    |
| Укупно            | 6.319         | 6.964         |